# Giocatojo
 Giocatojo  là một xã ở tỉnh Haute-Corse trên đảo Corse, Pháp. Xã này có diện tích 2,47 km², dân số năm 1999 là 49 người. Khu vực này có độ cao 247 mét trên mực nước biển.